# XXXVIII век до н. э.
XXXVIII (три́дцать восьмо́й) век до на́шей э́ры по пролептическому юлианскому календарю — век с 1 января 3800 года до н. э. по 31 декабря 3701 года до н. э. Это 3-й век 4-го тысячелетия до н. э. Ему предшествовал XXXIX век до н. э., за ним следовал XXXVII век до н. э. Закончился 5725 лет назад.

## События
- Землетрясение на Кипре в местах поселений культуры Сотира разрушило большую часть местной инфраструктуры.[источник не указан 4752 дня]

## Религия
- Допотопный период (согласно Ветхому Завету).

- 3761 год до н. э. — сотворение Богом первого человека — Адама; начало летосчисления согласно еврейскому календарю.